# Angela Thirkell
Angela Thirkell, geboren Angela Margaret Mackail (Kensington, Londen, 30 januari 1890 – Bramley, Surrey, 29 januari 1961),  was een Engels schrijfster.

## Leven
Angela werd geboren als oudste dochter van de Schotse classicus John William Mackail, die van 1906 tot 1911 professor was aan de Universiteit van Oxford. Haar moeder was Margaret Burne-Jones, dochter van de prerafaëlitische kunstschilder Edward Burne-Jones. Ze had nog een broer, Dennis, die eveneens schrijver werd, en een zus, Claire. Daarnaast was ze een nicht van Rudyard Kipling en Stanley Baldwin. Ze kreeg haar opleiding op meisjesscholen in Londen en Parijs.

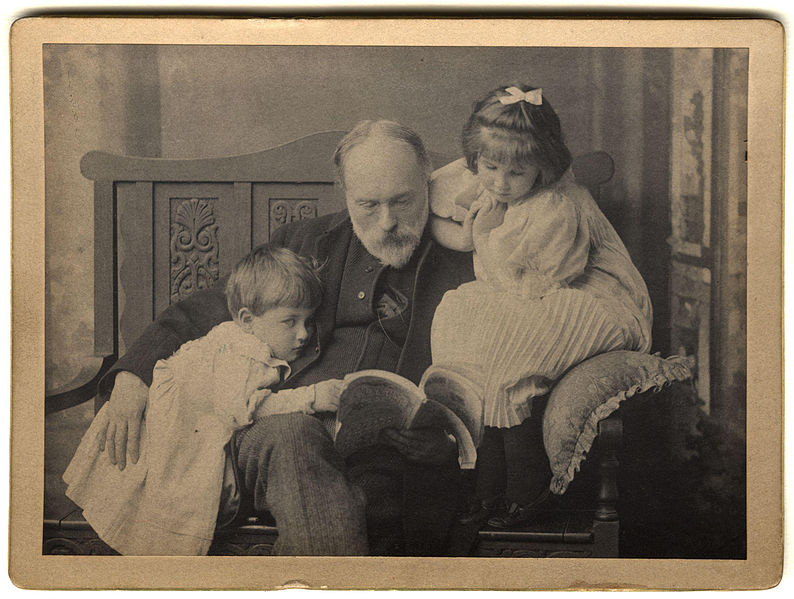
Edward Burne-Jones met rechts Angela

Na haar terugkeer uit Parijs huwde Angela in 1911 met de alcoholistische, biseksuele bariton-zanger James Campbell McInnes (1874–1945), met wie ze twee zonen kreeg en een meisje dat op jonge leeftijd overleed. In 1917 scheidde ze van McInnes vanwege diens overspel. In 1918 huwde ze vervolgens George Thirkell (1890-c. 1940), een ingenieur uit Tasmanië. Het paar vertrok in 1920 naar Melbourne, Australië, samen met haar twee zonen. In 1921 kreeg ze ook van Thirkell nog een zoon. 
In Australië leidde het gezin Thirkell een pover ‘middenklasse’-leven in een huis zonder stromend water en elektriciteit. Dat leven wekte al snel Angela's weerzin en in 1929 verliet ze ook haar tweede man, zonder enige waarschuwing vooraf: zeggende dat ze met haar jongste zoon voor een vakantie naar Engeland vertrok zou ze Australië uiteindelijk definitief verlaten. Het geld voor de kaartjes voor de overtocht kreeg ze van haar peetoom James Barrie (de bedenker van Peter Pan), met de smoes dat haar ouders zorgbehoeftig waren geworden en haar hard nodig hadden. Angela's tweede zoon volgde haar in 1930, haar oudste zoon bleef bij Thirkell in Australië.
Angela zou uiteindelijk niet meer hertrouwen, maar richtte zich vooral op haar schrijversloopbaan. “Het is erg rustig zonder echtgenoten”, zei ze eens in een column in 'The Observer'. Ze overleed in 1961, een dag voor haar 71e verjaardag.

## Werk

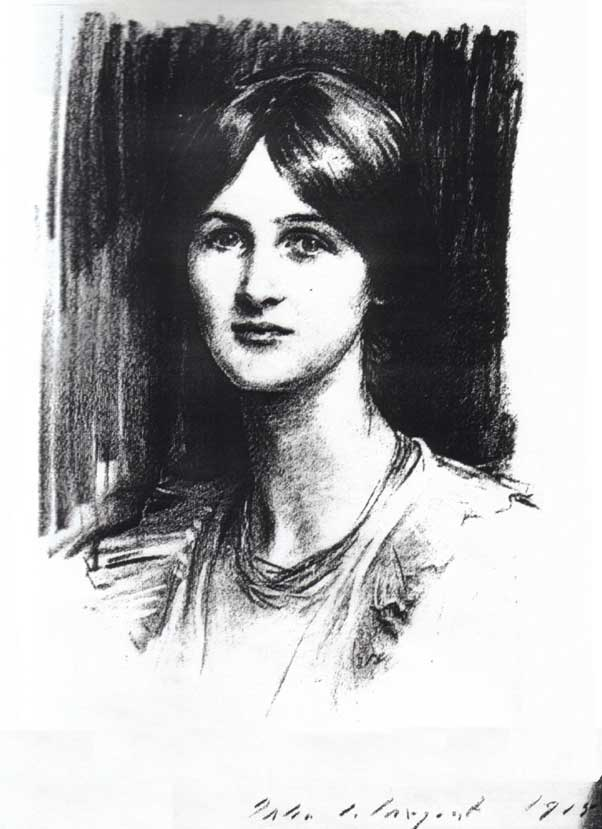
Portret door John Singer Sargent, 1915

Thirkell begon te schrijven in Australië, deels uit geldnood. Ze schreef onder andere een aantal verhalen voor de Australische radio. Na haar terugkeer naar Engeland legde ze zich nagenoeg volledig toe op het schrijverschap. In 1931 publiceerde ze onder de titel Three Houses herinneringen uit haar kindertijd en in het bijzonder over haar grootvader Burne-Jones. Haar succes begon met haar tweede roman, High Rising, uit 1933. Vanaf dat jaar zou ze vrijwel jaarlijks een boek uitbrengen, meestal onder de naam van haar tweede echtgenoot, een enkele keer ook onder het pseudoniem 'Leslie Parker'.
In de jaren dertig hadden Thirkells boeken een zekere satirische inslag, met vaak lichte maatschappijkritiek, over het algemeen spelend in een aristocratische omgeving of in de lagere middenklasse die omhoog wil. Opvallend is het gemak waarmee Thirkell zonder verwijzing thema's ontleent aan en zelfs citeert uit werk van grootheden uit de Engelse literatuur als Charles Dickens, William Thackeray en Elizabeth Gaskell. Zo spelen diverse van haar romans in het fictieve, door Anthony Trollope in zijn boeken gecreëerde graafschap 'Barsetshire'. Tegen haar uitgever zei ze ooit laconiek over haar werk: 'allemaal oude wijn in nieuwe zakken'. Van haar vrienden verwachtte ze dat ze schrijvers als Edward Gibbon of Marcel Proust lazen.
Thirkells werk uit de jaren veertig werd sterk gekleurd door de oorlog. In de jaren vijftig schreef ze vooral romantische werken, vaak met historische thema's. Haar romans bleven steeds een zekere sociaalkritische insteek houden, waarbij ze bewust veel uitweidde over details en alledaagse dingen.
Het werk van Thirkell is in Engelstalige landen in beperkte kring nog steeds populair. Er bestaan nog steeds Thirkell-society's in Engeland, Australië en de Verenigde Staten. Veel van haar romans worden er nog met regelmaat herdrukt.